# Alex Soler-Roig
Alex Soler-Roig (Alejandro Soler-Roig Janer), né le 29 octobre 1932 à Barcelone, est un pilote automobile espagnol éclectique, ayant pratiqué différentes disciplines de son sport (courses de côte, rallyes, compétitions sur circuits pour monoplaces ou voitures de sport), durant une quinzaine d'années.

## Biographie
Fils de médecin, sa carrière en course s'étale entre 1958 (Trofeo Tazio Nuvolari Montjuich, devenu Juan Jover Montjuich, qu'il remporte à 3 reprises sur Porsche 356 Carrera ou RS entre 1958 et 1963) et 1972 (dernière épreuve aux 4 Heures de Jarama, avec une victoire à la clé -notamment avec Larrousse-).
Entre 1967 et 1972 il pratique des courses de côte essentiellement sur Porsche (puis Ford Capri), entre 1968 et 1970 il participe à trois courses du Championnat d'Europe de Formule 2 (surtout avec Lola), et en 1972 il est du Deutsche Rennsport Meisterschaft (ou DRM, 1 pole position et 2 podiums). 
Il participe à 2 éditions des 24 Heures du Mans (en 1968 et 1972, mais aussi à celles de Daytona en 1969 et 1971), ainsi qu'à 6 Grand Prix sur les saisons 1971 et 1972 (10 tentatives de qualifications au total, dès 1967), pour March puis BRM, dont 2 Grand Prix d'Espagne à Jarama (non qualifié sur place en 1967 sur Lotus 48 (en) F2, et en 1970 sur Lotus 49), sans jamais pouvoir franchir la ligne d'arrivée. 

## Palmarès

### Titres et championnats notables
- Campeonato de España de Conductores de Velocidad (SCC, ou Campeonato de España de Turismos -CET-) 1971 et 1972 (Ford Capri 2600 RS V6);
  - 4e du Championnat d'Europe FIA des voitures de tourisme 1971[1] et 1972[2] (Ford Capri 2600 RS pour Ford Allemagne);
  - 4e du Deutsche Rennsport Meisterschaft 1971 (Ford Capri 2600 RS pour Ford Cologne);

### Victoires et classements notables
- Trofeo Tazio Nuvolari puis Juan Jover 1958, 1959 et 1962 (Porsche 356);
- Rallye de Catalogne (3e édition) 1959 (Porsche avec Manuel Romagosa, pour copilote);
- Grand Prix de Madrid 1967 (Porsche 906);
- Course de côte de Montseny 1969, Groupe 6 (Porsche 907, en championnat d'Europe);
- 6 Heures de Jarama 1969 (avec Jochen Rindt) et 1970 (avec Jürgen Neuhaus), sur Porsche 908;
- 24 Heures de Spa 1971 (Ford Capri 2600 RS V6 avec Dieter Glemser pour Ford Cologne, ETCC);
- 12 (2x6) Heures du Paul Ricard 1971 (Ford Capri 2600 RS V6 avec Dieter Glemser pour Ford Cologne, ETCC);
- Zandvoort Trophy (la Levi's Challenge Cup Race Zandvoort) 1972 (Ford Capri 2600 RS V6 avec Dieter Glemser et Jochen Mass, ETCC);
- 4 Heures de Jarama 1972 (Ford Capri 2600 RS V6 avec Gérard Larrousse et  Jochen Mass, ETCC);
  - 2e du Rallye RACE d'Espagne 1965 (BMC Mini Cooper S avec Jose Maria Arenas, pour copilote);
  - 2e du premier Trophée du Norisring 1967 (Porsche 910);
  - 2e des 1 000 kilomètres de Buenos Aires 1970 (Porsche 908/02 avec Jochen Rindt pour la Escuderia National);
  - 2e du Martini International Mainz-Finthen 1972 (Ford Capri 2600 RS V6, DRM);
  - 2e du Prix des Nations de Hockenheim 1972 (Ford Capri 2600 RS V6, DRM);
  - 3e des 4 Heures de Jarama 1971 (Ford Capri 2600 RS V6 avec Dieter Glemser et  pole position, ETCC);
  - 3e des 24 Heures de Spa 1972 (Ford Capri 2600 RS V6 avec Dieter Glemser);
  - 3e des 6 Heures du Paul Ricard 1972 (Ford Capri 2600 RS V6 avec Gérard Larrousse et  Jochen Mass);
  - 4e des 12 Heures de Sebring 1969 (Porsche 907);
  - 8e du Mémorial Jochen Rindt 1971 (March 711-Ford Cosworth);
  - 11e des 24 Heures du Mans 1972 (Ford Capri 2600 RS V6 pour Ford Allemagne, avec Dieter Glemser, 2e de catégorie TS).

## Résultats aux 24 heures du Mans
| Année | Équipe           | Voiture            | Équipiers      | Résultat |
| ----- | ---------------- | ------------------ | -------------- | -------- |
| 1968  | Alex Soler-Roig  | Porsche 907/8      | Rüdi Lins      | Abandon  |
| 1972  | Ford Deutschland | Ford Capri 2600 RS | Dieter Glemser | 11e      |